# Avtohtona vrsta
Avtohtona vrsta je vrsta organizma, katere prisotnost na določenem geografskem območju (npr. na ozemlju države) je zgolj rezultat naravnih procesov. Pravimo, da je vrsta za to območje avtohtona, v uporabi pa so tudi izrazi samonikla, domorodna oz. domača vrsta. Pojem ne implicira, da je vrsta nastala na točno tem območju; areali vrst so se skozi Zemljino geološko zgodovino spreminjali zaradi sprememb podnebja ipd., intenzivno se je to dogajalo na primer med zadnjo ledeno dobo. Pomeni zgolj, da prisotnost vrste na območju ni zgolj posledica človekovega vpliva. Če je vrsto na neko območje vnesel človek, je za to območje alohtona.
Soroden, a ožji pojem je endemit, ki označuje vrsto, avtohtono na ozko zamejenem območju.